# Старополянское
Старополянское — село в Земетчинском районе Пензенской области России, входит в состав Пролетарского сельсовета.

## География
Село расположено на берегу Польской протоки реки Раевка на северной окраине районного центра посёлка Земетчино.

## История
Основано в конце XIX в. как Старополянский хутор Земетчинской волости Моршанского уезда Тамбовской губернии. 
С 1928 года село входило в состав Рянзенского сельсовета Земетчинского района Тамбовского округа Центрально-Чернозёмной области (с 1939 года — в составе Пензенской области). В 1980-е годы в составе Пролетарского сельсовета, отделение совхоза «Россия».
На 1 января 2004 года на территории села действовало 110 хозяйств, 279 жителей.

## Население
| 1897 | 1926 | 1936 | 1979 | 1989 | 1996 | 2002 |
| ---- | ---- | ---- | ---- | ---- | ---- | ---- |
| 73   | ↗75  | ↗131 | ↗390 | ↘286 | ↗318 | ↘260 |
| 2010 |      |      |      |      |      |      |
| ↘242 |      |      |      |      |      |      |